# Vernon (Connecticut)
Pour les articles homonymes, voir Vernon.
Vernon est une ville américaine située dans le comté de Tolland au Connecticut.
Vernon devient une municipalité en 1808. Autrefois appelée North Bolton, la ville prend le nom de la propriété de George Washington.

## Démographie
Selon le recensement de 2010, Vernon compte 29 179 habitants. La municipalité s'étend sur 18,07 milles carrés (46,8 km2), dont 0,37 milles carrés (0,96 km2) d'étendues d'eau.
| 1820 | 1850  | 1860  | 1870  | 1880  | 1890  |
| ---- | ----- | ----- | ----- | ----- | ----- |
| 966  | 2 900 | 3 838 | 5 446 | 6 915 | 8 808 |

| 1900  | 1910  | 1920  | 1930  | 1940  | 1950   |
| ----- | ----- | ----- | ----- | ----- | ------ |
| 8 483 | 9 087 | 8 898 | 8 703 | 8 978 | 10 115 |

| 1960   | 1970   | 1980   | 1990   | 2000   | 2010   |
| ------ | ------ | ------ | ------ | ------ | ------ |
| 16 961 | 27 237 | 27 974 | 29 841 | 28 063 | 29 179 |